# Filocles (poeta)
Filocles de vegades anomenat Filocles el Jove (en llatí Philocles, en grec antic Φιλοκλη̂ς) fou un poeta tràgic grec, fill d'Astidames el vell, besnet de Filocles el Vell i germà d'Astidames el jove. El menciona un escoli d'Aristòfanes. Suides diu que fou general, però podria ser un error (στρατηγός per τραγικός).